# Julia Bianchi
Júlia Bianchi, citata anche semplicemente come Júlia o Julia (Xanxerê, 7 ottobre 1997), è una calciatrice brasiliana, centrocampista dell'Internacional e della nazionale brasiliana.
Nel corso della carriera è stata per sei volte campionessa del Campionato di Santa Catarina (2011, 2012, 2013, 2017, 2018 e 2019), tutte ottenute vestendo la maglia del Kindermann, vincendo inoltre la Coppa Libertadores 2015 con la Ferroviária. ha inoltre indossato la maglia della nazionale brasiliana sia a livello giovanile, vincendo con la Under-20 due campionati sudamericani di categoria, che nella nazionale maggiore, conquistando il titolo nel Torneio Internacional de Brasília 2014.

## Carriera

### Club
Bianchi è nata a Xanxerê, città nello Stato di Santa Catarina, parte della mesoregione dell'Oeste Catarinense e della microregione di Xanxerê, nel sud del Brasile. Ha iniziato la sua carriera professionale al Kindermann, squadra di calcio femminile con sede a Caçador, nello stato dove risiede, facendo la trafila delle giovanili e venendo aggregata alla prima squadra, senza marcare alcuna presenza, nel 2013.
L'anno successivo si trasferisce al Centro Olímpico di San Paolo rimanendovi una sola stagione prima di siglare un contratto biennale con le campionesse del Brasile in carica del Ferroviária di Araraquara, per disputare nelle stagioni 2015 e 2016 sia il campionato paulista che quello nazionale.
Nel 2017 Bianchi torna al Kindermann, dove gioca alternando l'attività con la sua prima esperienza all'estero, dove ceduta in prestito al Madrid CFF gioca in Primera División, livello di vertice del campionato spagnolo femminile di calcio, per due stagioni, marcando complessivamente 17 presenze.
Tornata stabilmente al Kindermann nel 2020, viene nominata una delle migliori giocatrici del campionato 2020 di Série A1.
Per la stagione 2021 il Palmeiras, intenzionato a rinforzare il proprio organico per puntare alla vittoria del campionato nazionale, annuncia l'arrivo di Bianchi, Chú e Tainara per la stagione entrante.

### Nazionale
Nel 2012, appena quattordicenne, Bianchi viene convocata dalla Federcalcio brasiliana per il suo impegno internazionale con la maglia verdeoro, inserita in rosa con la formazione Under-17 che affronta il Mondiale di Azerbaigian 2012. Durante il torneo viene impiegata, nel ruolo di terzino destro, in tutti i quattro incontri giocati dalla sua nazionale, che dopo aver passato il turno nella fase a gironi viene eliminata ai quarti di finale dalle pari età della Germania.
In seguito indossa la maglia della Under-20 in due Mondiali di categoria consecutivi, Canada 2014, dove viene eliminata già alla fase a gironi, e Papua Nuova Guinea 2016, dove il Brasile viene eliminato dal Giappone ai quarti di finale. In entrambe le occasioni, ha partecipato a tutte le partite disputate dalla sua nazionale, giocando come centrocampista difensivo, terzino destro e difensore centrale.
Il 9 novembre, dopo un'ottima stagione nel 2020 in cui Bianchi è stato scelta come una delle migliori centrocampiste del campionato di Série A1, Bianchi viene convocata per la prima volta in nazionale maggiore, chiamata dal commissario tecnico Pia Sundhage in occasione di una doppia amichevole da giocare con l'Argentina tuttavia, a causa della loro rinuncia, alle Albiceleste si sostituirono ne rappresentanti dell'Ecuador., Nazionale contro la quale Bianchi debutta il 1º dicembre, giocando la prima parte dell'incontro poi terminato 8-0 per il Brasile. Il 28 gennaio 2021 Sundhage la inserisce nella rosa delle calciatrici che rappresentano il Brasile alla SheBelieves Cup 2021, impiegandola in tutti i tre incontri giocati dalla sua squadra nel torneo. Bianchi continua a ricevere fiducia dal ct svedese, ricevendo in quello stesso anno la convocazione per un tour europeo di incontri amichevoli, a Cartagena, Spagna, scendendo in campo l'11 giugno nella vittoria per 3-0 con la Russia e il 14 giugno nel pareggio a reti inviolate con il Canada.
Il 18 giugno 2021 Bianchi è stata inclusa da Sundhage nella squadra che rappresenterà il Brasile nel torneo di calcio femminile delle Olimpiadi di Tokyo 2020.

## Statistiche

### Cronologia presenze e reti in nazionale
| Cronologia completa delle presenze e delle reti in nazionale ― Brasile | Cronologia completa delle presenze e delle reti in nazionale ― Brasile | Cronologia completa delle presenze e delle reti in nazionale ― Brasile | Cronologia completa delle presenze e delle reti in nazionale ― Brasile | Cronologia completa delle presenze e delle reti in nazionale ― Brasile | Cronologia completa delle presenze e delle reti in nazionale ― Brasile | Cronologia completa delle presenze e delle reti in nazionale ― Brasile | Cronologia completa delle presenze e delle reti in nazionale ― Brasile |
| Data                                                                   | Città                                                                  | In casa                                                                | Risultato                                                              | Ospiti                                                                 | Competizione                                                           | Reti                                                                   | Note                                                                   |
| ---------------------------------------------------------------------- | ---------------------------------------------------------------------- | ---------------------------------------------------------------------- | ---------------------------------------------------------------------- | ---------------------------------------------------------------------- | ---------------------------------------------------------------------- | ---------------------------------------------------------------------- | ---------------------------------------------------------------------- |
| 2-12-2020                                                              | San Paolo                                                              | Brasile                                                                | 8 – 0                                                                  | Ecuador                                                                | Amichevole                                                             | -                                                                      | 34’                                                                    |
| 18-2-2021                                                              | Orlando                                                                | Brasile                                                                | 4 – 1                                                                  | Argentina                                                              | SheBelieves Cup 2021                                                   | -                                                                      | 46’                                                                    |
| 21-2-2021                                                              | Orlando                                                                | Stati Uniti                                                            | 2 – 0                                                                  | Brasile                                                                | SheBelieves Cup 2021                                                   | -                                                                      | 56’                                                                    |
| 24-2-2021                                                              | Orlando                                                                | Canada                                                                 | 0 – 2                                                                  | Brasile                                                                | SheBelieves Cup 2021                                                   | 1                                                                      |                                                                        |
| 11-6-2021                                                              | Cartagena                                                              | Brasile                                                                | 3 – 0                                                                  | Russia                                                                 | Amichevole                                                             | -                                                                      | 46’                                                                    |
| 14-6-2021                                                              | Cartagena                                                              | Brasile                                                                | 0 – 0                                                                  | Canada                                                                 | Amichevole                                                             | -                                                                      | 46’                                                                    |
| Totale                                                                 |                                                                        | Presenze                                                               | 6                                                                      |                                                                        | Reti                                                                   | 1                                                                      |                                                                        |

## Palmarès

### Club

#### Competizioni statali
- Campionato di Santa Catarina: 6

Kindermann: 2011, 2012, 2013, 2017, 2018, 2019

#### Competizioni internazionali
- Coppa Libertadores: 2

Ferroviária: 2015
Palmeiras: 2022

### Nazionale
- Torneio Internacional de Futebol Feminino: 1

2014

### Individuale
- Prêmio Craque do Brasileirão: 1

Squadra dell'anno: 2020